# Flesh Coffin
Flesh Coffin è il secondo album in studio del gruppo musicale statunitense Lorna Shore, pubblicato nel 2017.

## Tracce
1. Offering of Fire – 5:48
2. Denounce the Light – 4:39
3. The Astral Wake of Time – 3:55
4. Desolate Veil – 4:51
5. Fvneral Moon – 5:00
6. Void – 4:15
7. Infernum – 3:57
8. The//Watcher – 4:03
9. Black Hollow – 4:12
10. Flesh Coffin – 4:54

## Formazione
- Tom Barber – voce
- Adam De Micco – chitarra
- Connor Deffley – chitarra
- Gary Herrera – basso
- Austin Archey – batteria